# Mesosa longipennis
Mesosa longipennis är en skalbaggsart som beskrevs av Bates 1873. Mesosa longipennis ingår i släktet Mesosa och familjen långhorningar. Inga underarter finns listade i Catalogue of Life.